# نیکولا حاتفی
نیکولا حاتفی (هاتفی) مفرد (زاده ۹ ژانویهٔ ۱۹۹۱) یک بازیکن فوتبال اهل بلژیک است.